# Vittorio Messori
Dr. Vittorio Messori (* 16. dubna 1941 Sassuolo) je přední italský katolický politolog, novinář a spisovatel. Vystudoval politologii na Fakultě politických věd Turínské univerzity, ve své doktorské práci se zabýval radikálními politickými skupinami 19. století. Původně levicový a ateistický radikál v roce 1964 konvertoval ke katolicismu. Dlouhá léta byl členem redakce deníku La Stampa a týdeníku Tuttolibri.
Ve svém díle se zabývá klíčovými otázkami křesťanství a především katolicismu, včetně kontroverzních historických období a činů. Koncem ledna 2007 vyzval k založení katolické Ligy proti hanobení (ve stylu židovské Antidefamační ligy), která by reagovala na pomluvy a nesmysly šířené o katolické církvi a uváděla je na pravou míru.

## Dílo
- Ipotesi su Gesù (1976, 2001), česky jako Hypotézy o Ježíšovi
- Raporto sulla fede (1984), česky jako O víře dnes (1998) – rozhovor s kardinálem Josephem Ratzingerem
- Opus dei, un'indagine (1994[2]), česky jako Případ Opus Dei (1998)
- Varcare la soglia della speranza (1994), česky jako Překročit práh naděje (1995) – kniha rozhovorů s Janem Pavlem II.